# Svarttjärnen (Lits socken, Jämtland, 700366-147351)
Svarttjärnen är en sjö i Östersunds kommun i Jämtland och ingår i Indalsälvens huvudavrinningsområde.